# Liste des Suédois lauréats du prix Nobel
Prix Nobel suédois par année :
|             | Prix                                  |
| Physique    | Prix Nobel de physique                |
| Chimie      | Prix Nobel de chimie                  |
| Médecine    | Prix Nobel de physiologie ou médecine |
| Littérature | Prix Nobel de littérature             |
| Paix        | Prix Nobel de la paix                 |
| Économie    | Prix Nobel d'économie                 |

|             | Prix                                  | Année | Lauréat                                                                                | Motif |
| ----------- | ------------------------------------- | ----- | -------------------------------------------------------------------------------------- | --- |
| Chimie      | Prix Nobel de chimie                  | 1903  | August Svante Arrhenius                                                                | « En reconnaissance des services extraordinaires qu'il a rendus à l'avancement de la chimie par sa théorie électrolytique de la dissociation »                                                               |
| Paix        | Prix Nobel de la paix                 | 1908  | Klas Pontus Arnoldson                                                                  | |
| Littérature | Prix Nobel de littérature             | 1909  | Selma Lagerlöf                                                                         | « En appréciation de l'idéalisme noble, l'imagination vive et la perception spirituelle qui caractérisent ses écrits. »                                                                                      |
| Médecine    | Prix Nobel de physiologie ou médecine | 1911  | Allvar Gullstrand                                                                      | « Pour ses travaux sur la dioptrie de l'œil » |
| Physique    | Prix Nobel de physique                | 1912  | Gustaf Dalén                                                                           | « pour avoir inventé les régulateurs automatiques utilisés avec des accumulateurs à gaz pour éclairer des phares et des bouées »                                                                             |
| Littérature | Prix Nobel de littérature             | 1916  | Verner von Heidenstam                                                                  | « En reconnaissance de son importance en tant que principal représentant d'une nouvelle ère dans notre littérature. »                                                                                        |
| Paix        | Prix Nobel de la paix                 | 1921  | Karl Hjalmar Branting                                                                  | |
| Physique    | Prix Nobel de physique                | 1924  | Karl Manne Siegbahn                                                                    | « pour ses découvertes et ses recherches dans le domaine de la spectroscopie par rayons X » |
| Chimie      | Prix Nobel de chimie                  | 1926  | Theodor Svedberg                                                                       | « pour ses recherches sur les systèmes dispersés » |
| Chimie      | Prix Nobel de chimie                  | 1929  | Hans Karl August Simon Von Euler-Chelpin (partagé avec Arthur Harden)                  | « pour leurs recherches sur la fermentation du sucre et des enzymes de fermentation » |
| Paix        | Prix Nobel de la paix                 | 1930  | Lars Olof Jonathan Söderblom                                                           | « pour ses efforts pour impliquer les églises pas seulement dans le travail pour l'union œcuménique, mais aussi pour la paix mondiale »                                                                      |
| Littérature | Prix Nobel de littérature             | 1931  | Erik Axel Karlfeldt                                                                    | « Pour la poésie de Erik Axel Karlfeldt » |
| Chimie      | Prix Nobel de chimie                  | 1943  | George De Hevesy                                                                       | « pour ses travaux sur l'utilisation des isotopes comme traceurs dans l'étude des processus chimiques » |
| Chimie      | Prix Nobel de chimie                  | 1948  | Arne W. K. Tiselius                                                                    | « pour ses recherches sur l'électrophorèse et l'analyse par adsorption, particulièrement pour ses découvertes à propos de la nature complexe des protéines du sérum »                                        |
| Littérature | Prix Nobel de littérature             | 1951  | Pär Lagerkvist                                                                         | « Pour la vigueur artistique et la véritable indépendance d'esprit avec lesquelles il s'efforce dans sa poésie de trouver des réponses aux questions éternelles auxquelles l'humanité est confrontée »       |
| Médecine    | Prix Nobel de physiologie ou médecine | 1955  | Hugo T. Theorell                                                                       | « pour ses découvertes sur la nature et le mode d'action des enzymes d'oxydation » |
| Paix        | Prix Nobel de la paix                 | 1961  | Dag Hammarskjöld                                                                       | |
| Littérature | Prix Nobel de littérature             | 1966  | Nelly Sachs (partagé avec Shmuel Yosef Agnon)                                          | « pour sa remarquable œuvre lyrique et dramatique qui interprète le destin d'Israël avec sensibilité et force »                                                                                              |
| Médecine    | Prix Nobel de physiologie ou médecine | 1967  | Ragnar Granit                                                                          | « pour leurs découvertes concernant les processus visuels physiologiques et chimiques primaires dans l'œil »                                                                                                 |
| Physique    | Prix Nobel de physique                | 1970  | Ulf von Euler (partagé avec Julius Axelrod et Bernard Katz)                            | « pour leurs découvertes concernant les transmissions chimiques dans les terminaisons nerveuses et le mécanisme du stockage, du relargage et de l'inactivation de ces neurotransmetteurs »                   |
| Économie    | Prix Nobel d'économie                 | 1974  | Gunnar Myrdal (partagé avec Friedrich Hayek)                                           | « pour leur travail de pionnier dans la théorie de la monnaie et des fluctuations économiques et pour leur analyse approfondie de l'interdépendance des phénomènes économiques, sociaux et institutionnels » |
| Littérature | Prix Nobel de littérature             | 1974  | Eyvind Johnson (partagé avec le suivant)                                               | « Pour un art narratif, clairvoyant sur les terres et les époques, au service de la liberté » |
| Littérature | Prix Nobel de littérature             | 1974  | Harry Martinson (partagé avec le précédent)                                            | « Pour des écrits qui captent la goutte de rosée et reflètent le cosmos » |
| Économie    | Prix Nobel d'économie                 | 1977  | Bertil Ohlin (partagé avec James Meade)                                                | « pour leur contribution révolutionnaire à la théorie du commerce international et des mouvements internationaux de capitaux »                                                                               |
| Physique    | Prix Nobel de physique                | 1981  | Kai Manne Börje Siegbahn(partagé avec Nicolaas Bloembergen et Arthur Leonard Schawlow) | « pour sa contribution au développement de la spectroscopie électronique à haute résolution » |
| Médecine    | Prix Nobel de physiologie ou médecine | 1981  | Torsten N. Wiesel (partagé avec Roger Wolcott Sperry et David H. Hubel)                | « pour leurs découvertes concernant le traitement de l'information dans le système visuel » (avec Hubell) |
| Médecine    | Prix Nobel de physiologie ou médecine | 1982  | Sune K. Bergström (partagé avec John Vane et le suivant)                               | « pour leurs découvertes concernant les prostaglandines et les substances biologiquement actives apparentées »                                                                                               |
| Médecine    | Prix Nobel de physiologie ou médecine | 1982  | Bengt I. Samuelsson (partagé avec John Vane et le précédent)                           | « pour leurs découvertes concernant les prostaglandines et les substances biologiquement actives apparentées »                                                                                               |
| Paix        | Prix Nobel de la paix                 | 1982  | Alva Myrdal (partagé avec Alfonso García Robles)                                       | |
| Médecine    | Prix Nobel de physiologie ou médecine | 2000  | Arvid Carlsson (partagé avec Paul Greengard et Eric Kandel)                            | « pour leurs découvertes concernant la transduction du signal dans le système nerveux » |
| Littérature | Prix Nobel de littérature             | 2011  | Tomas Tranströmer                                                                      | « Car, par des images denses, limpides, il nous donne un nouvel accès au réel » |
| Chimie      | Prix Nobel de chimie                  | 2015  | Tomas Lindahl (partagé avec Paul L. Modrich et Aziz Sancar)                            | « pour leurs études mécanistiques de la réparation de l'ADN » |
| Médecine    | Prix Nobel de physiologie ou médecine | 2022  | Svante Pääbo                                                                           | « pour ses découvertes concernant les génomes des homininés éteints et l'évolution humaine » |